# Ion I. C. Brătianu

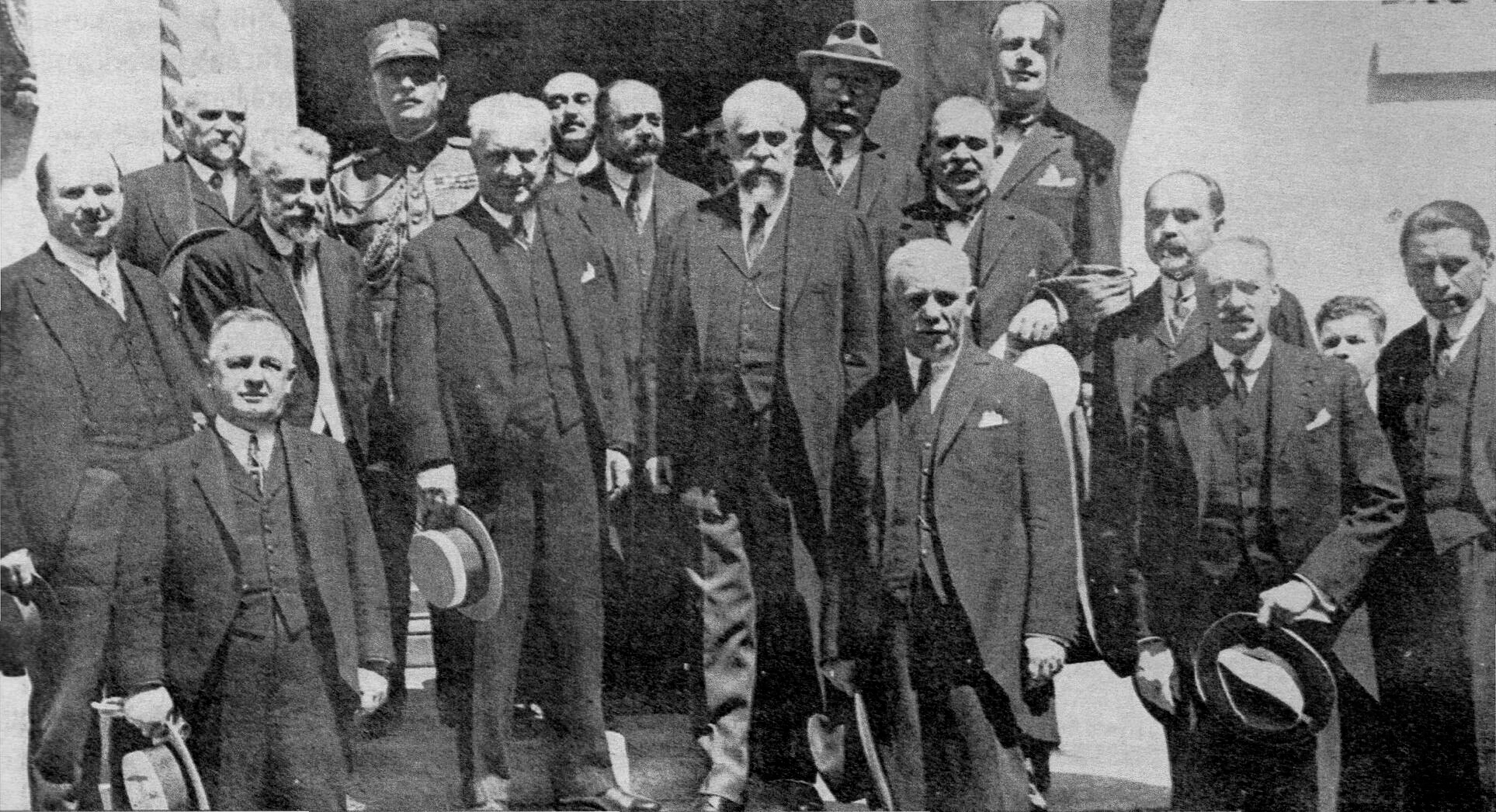
Brătianv poslední kabinet, 1927

Ion I. C. Brătianu (také známý jako Ionel Brătianu) (20. srpna 1864 Ștefănești, Rumunské království - 24. listopadu 1927 Bukurešť, Rumunské království) byl rumunský politik, vůdce Národní liberální strany (Partidul Național Liberal, PNL), ministr zahraničí a pětinásobný rumunský premiér.

## Život
Ion I. C. Brătianu se narodil na rodinném panství Florica jako jeden ze tří synů rumunského politika Iona Brătiana. V roce 1882 dokončil studium na střední škole Colegiul Național Sfântul Sava v Bukurešti. Poté jako dobrovolník vstoupil do rumunské armády, kde sloužil u dělostřelců, po šesti měsících služby dosáhl na hodnost podporučíka. Během své vojenské služby studoval inženýrství. V roce 1883 odešel do Paříže, kde studoval na Collège Sainte-Barbe. Následující roky (1884–89) studoval (aniž by byl registrovaným studentem) na École Polytechnique. Získal inženýrský diplom, ale bez licence k provádění praxe. V roce 1889 se vrátil do vlasti, kde byl povýšen do hodnosti poručíka. Ve stejném roce začal pracovat u rumunských železnic jako inženýr, kde působil pod známým konstruktérem mostů Anghelem Salignyem.

### Politická kariéra
V roce 1895 se stal členem PNL, ve stejném roce byl zvolen do rumunského parlamentu (Parlamentul României). Postupně sloužil jako ministr veřejných prací (31. března 1897 - 30. března 1899; 14. února 1901 - 18. července 1902) a ministr vnitra (12. března 1907 - 27. prosinc 1908). V roce 1909 se poprvé stal rumunským premiérem. Podruhé dosáhl na post premiéra na začátku roku 1914 a vydržel zde téměř do konce první světové války (16. leden 1914 - 9. února 1918), kdy byl nahrazen generálem Alexandrem Averescu.
Třetí období v roli premiéra zahájil 29. prosince 1918. Následně vedl rumunskou delegaci na Pařížské mírové konferenci, kde se výrazně zasazoval o připojení Transylvánie a Bukoviny k Rumunsku. Přes tyto úspěchy však na post premiéra v roce 1919 rezignoval, neboť nesouhlasil s kompromisem ohledně oblastí obývaných Rumuny, které se staly součástí Království Srbů, Chorvatů a Slovinců. Čtvrté Brătianovo působení na postu ministerského předsedy trvalo od 17. ledna 1922 do 30. března 1926. Během tohoto období přijal Brătianův kabinet novou ústavu, která zaručovala všeobecné volební právo a práva menšin.
Naposledy se do pozice předsedy vlády vrátil 21. června 1927. O pět měsíců později zemřel na komplikace při zánětu hrtanu a na pozici premiéra jej do nových voleb nahradil jeho bratr Vintilă Brătianu.